# Johan Ludvig Runebergs hem
Johan Ludvig Runebergs hem (finska: Johan Ludvig Runebergin koti) är ett finländskt författarmuseum  i Borgå.
Johan Ludvig Runebergs hem på Alexandergatan 3 byggdes 1845 för universitetslektorn Daniel Lindh (1796–1876). Familjen Runeberg flyttade dit 1852. Det öppnades som museum 1882, efter det att staten inlöst det av Johan Ludvig och Fredrika Runebergs arvingar. Det är i ungefär samma skick som när det var familjen Runebergs bostad, med  möbler i biedermeier- eller annan senempirstil, målningar av bland andra Marcus Larson, skulpturer av sonen Walter Runeberg, småföremål, porslin och textilier. Johan Ludvig Runebergs bibliotek finns också kvar. 
Trädgården är en av få bevarade historiska stadsträdgårdar i Finland.

## Bildgalleri

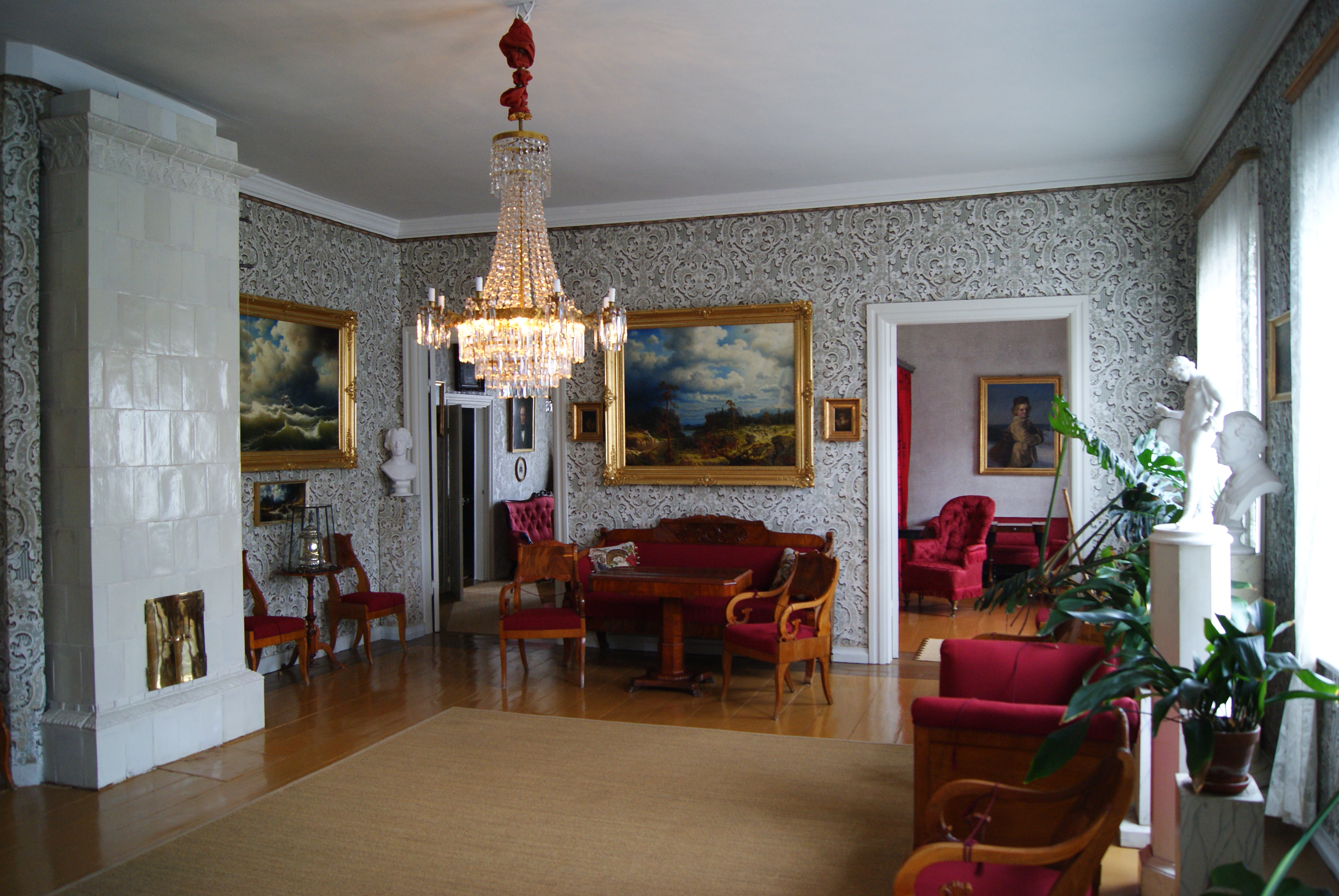
Sällskapsrum
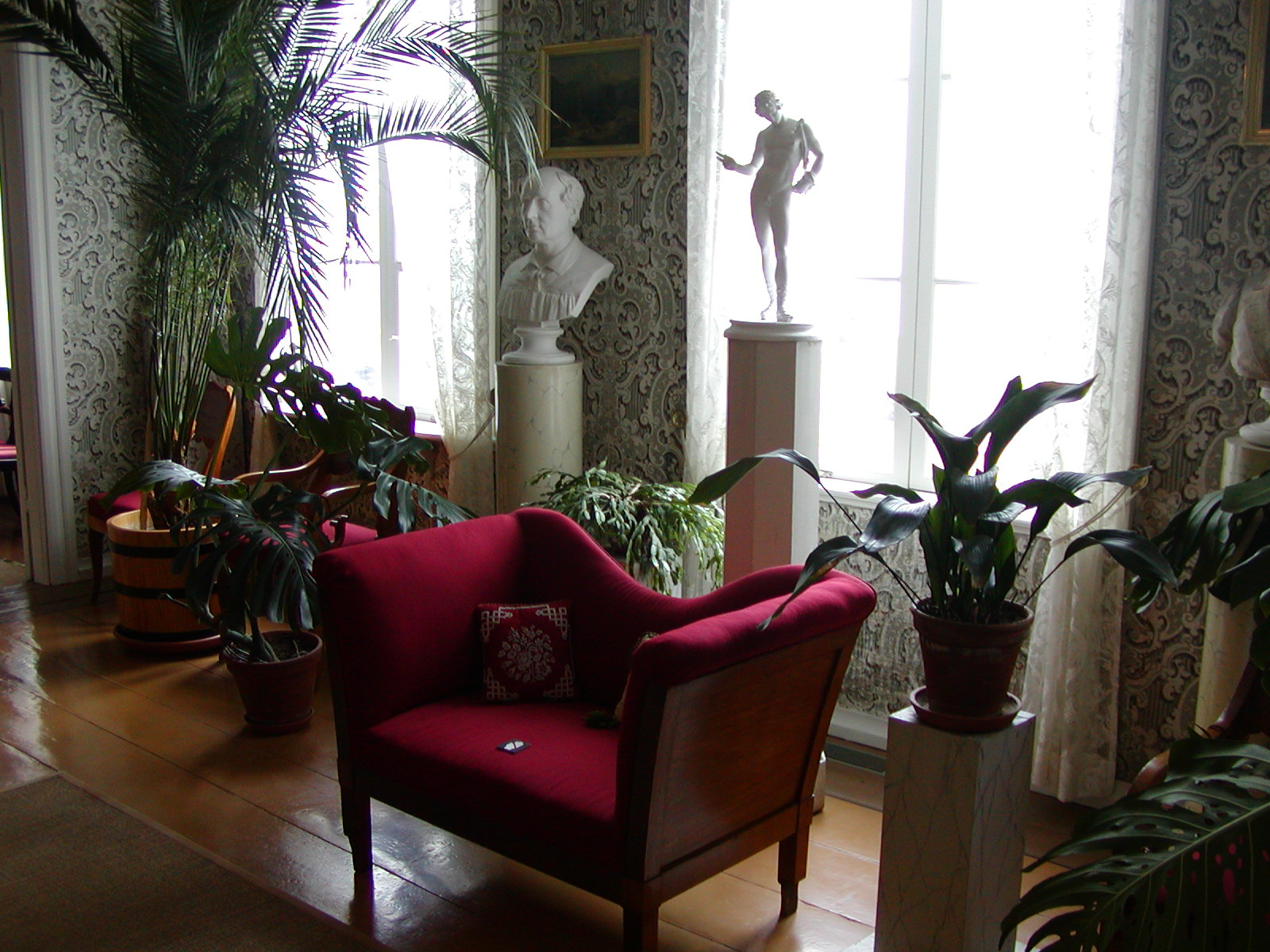
Salong
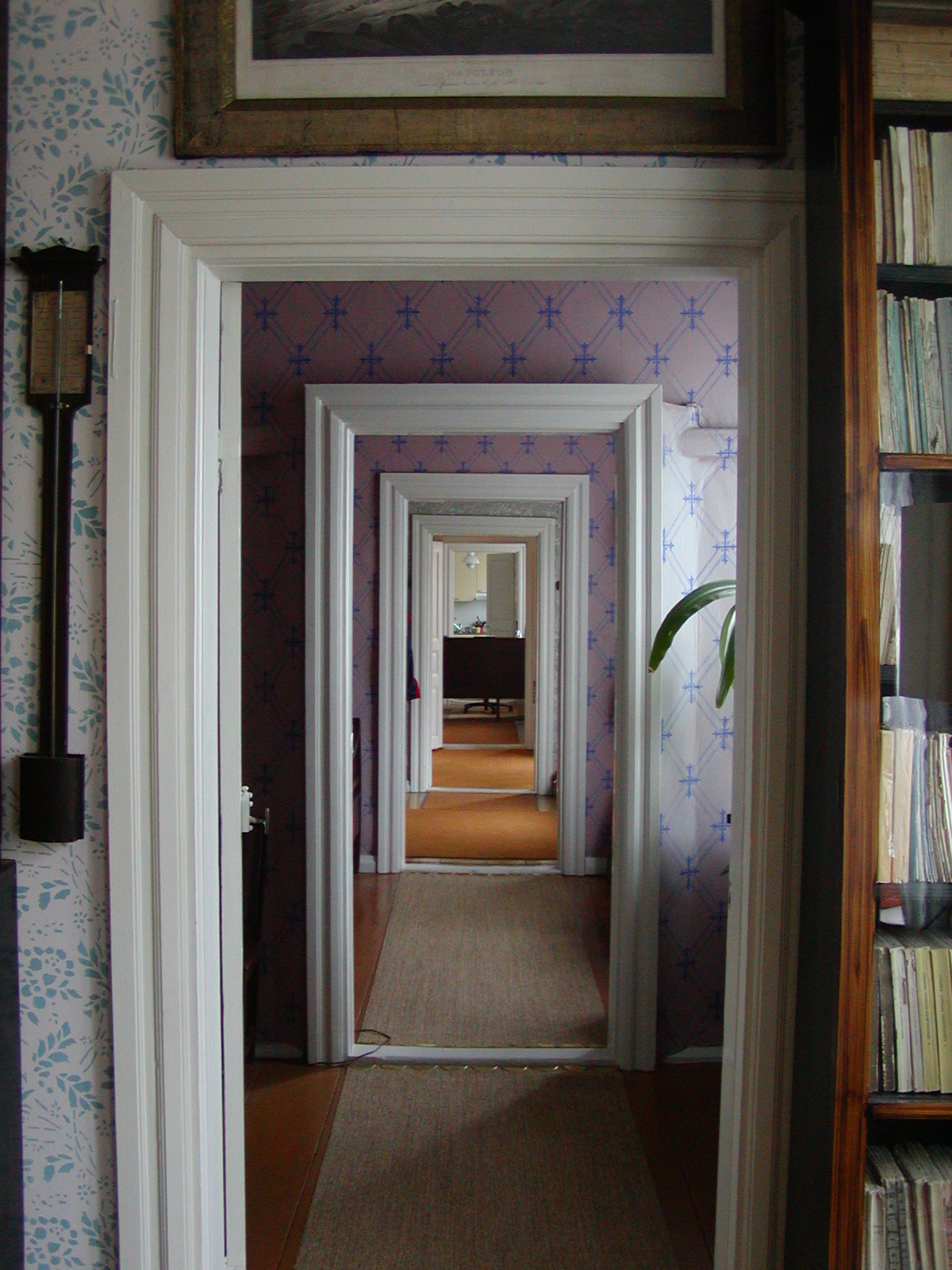
Rumsfil
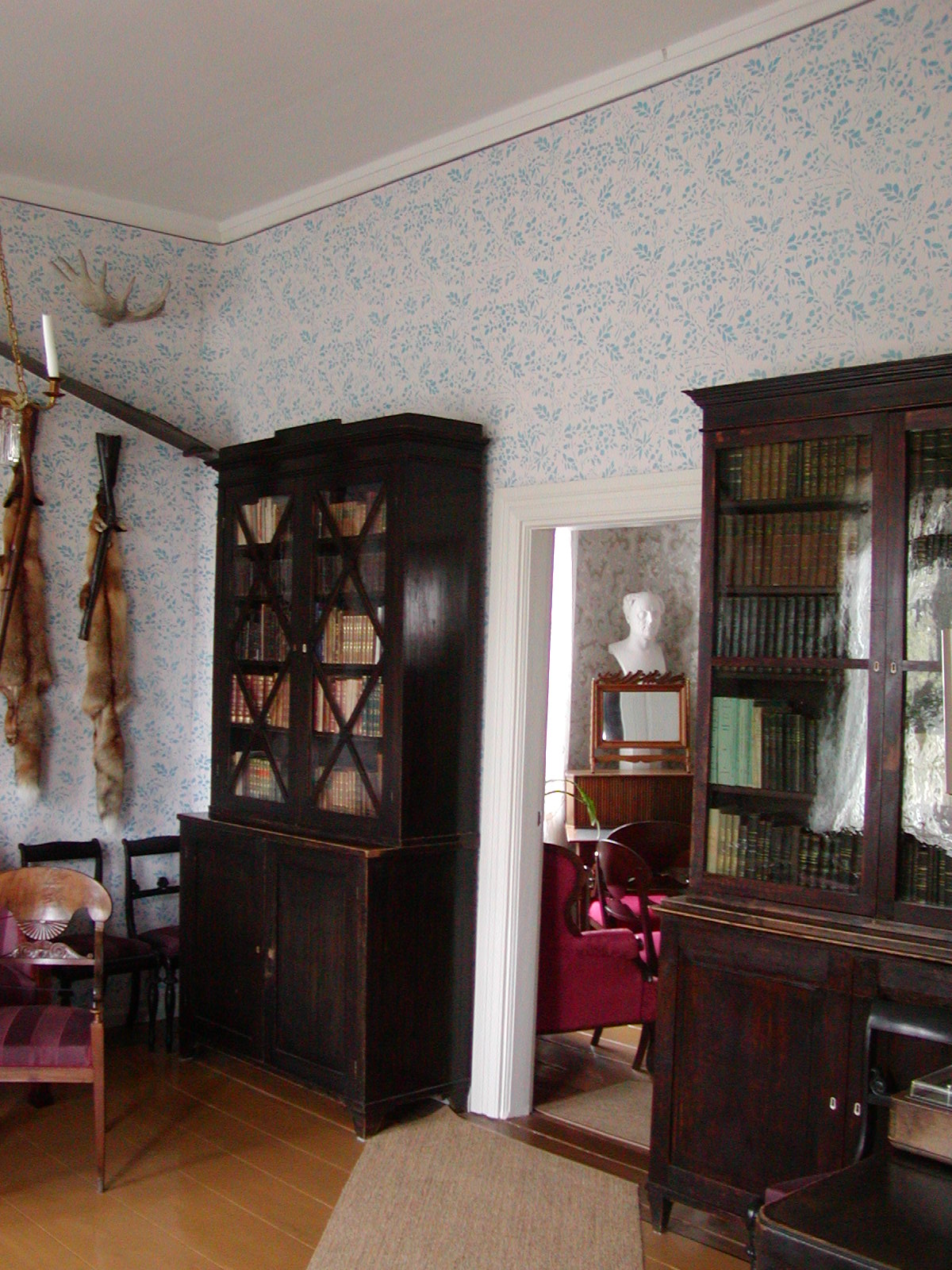
Biblioteket
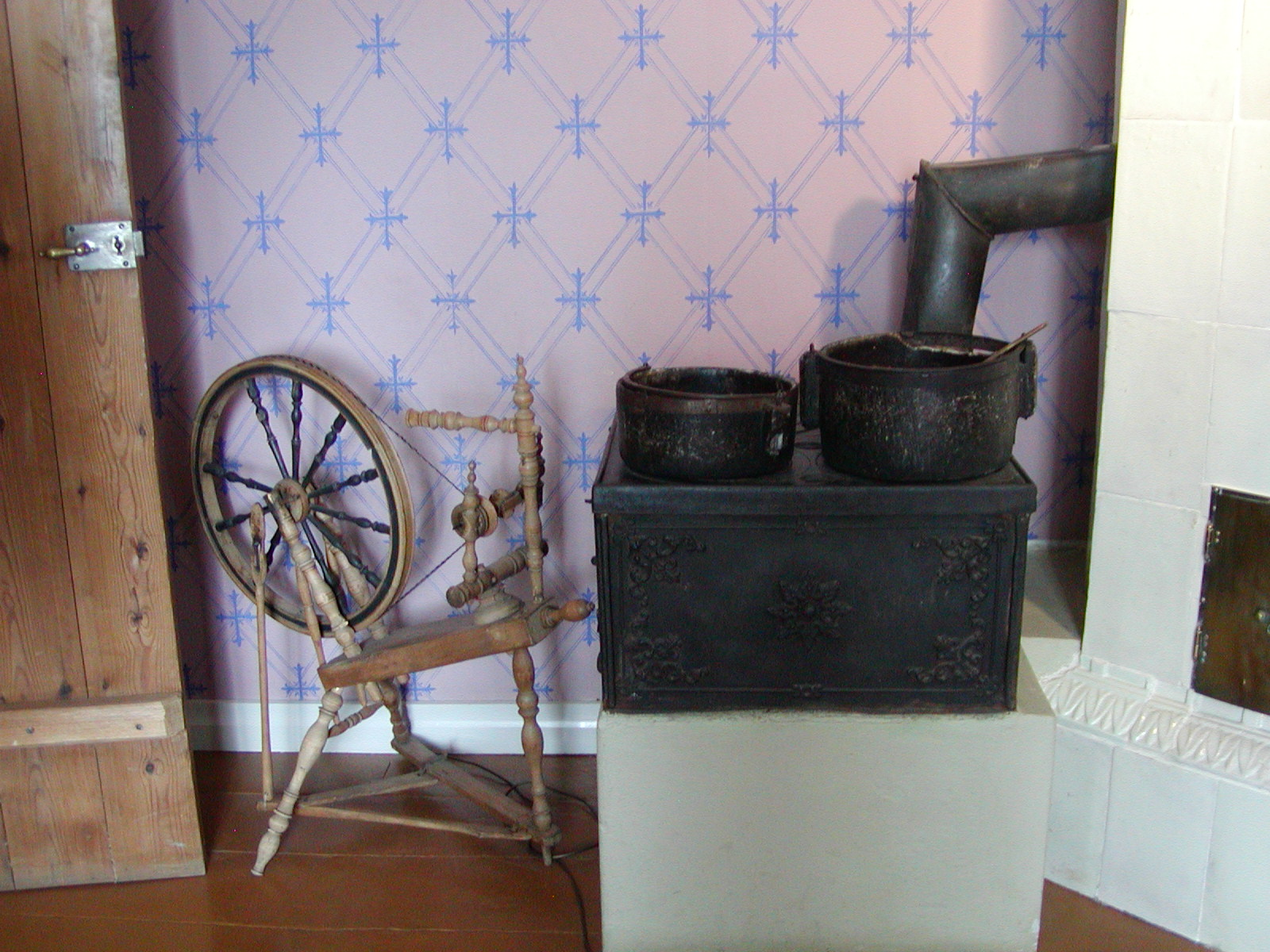
Köket
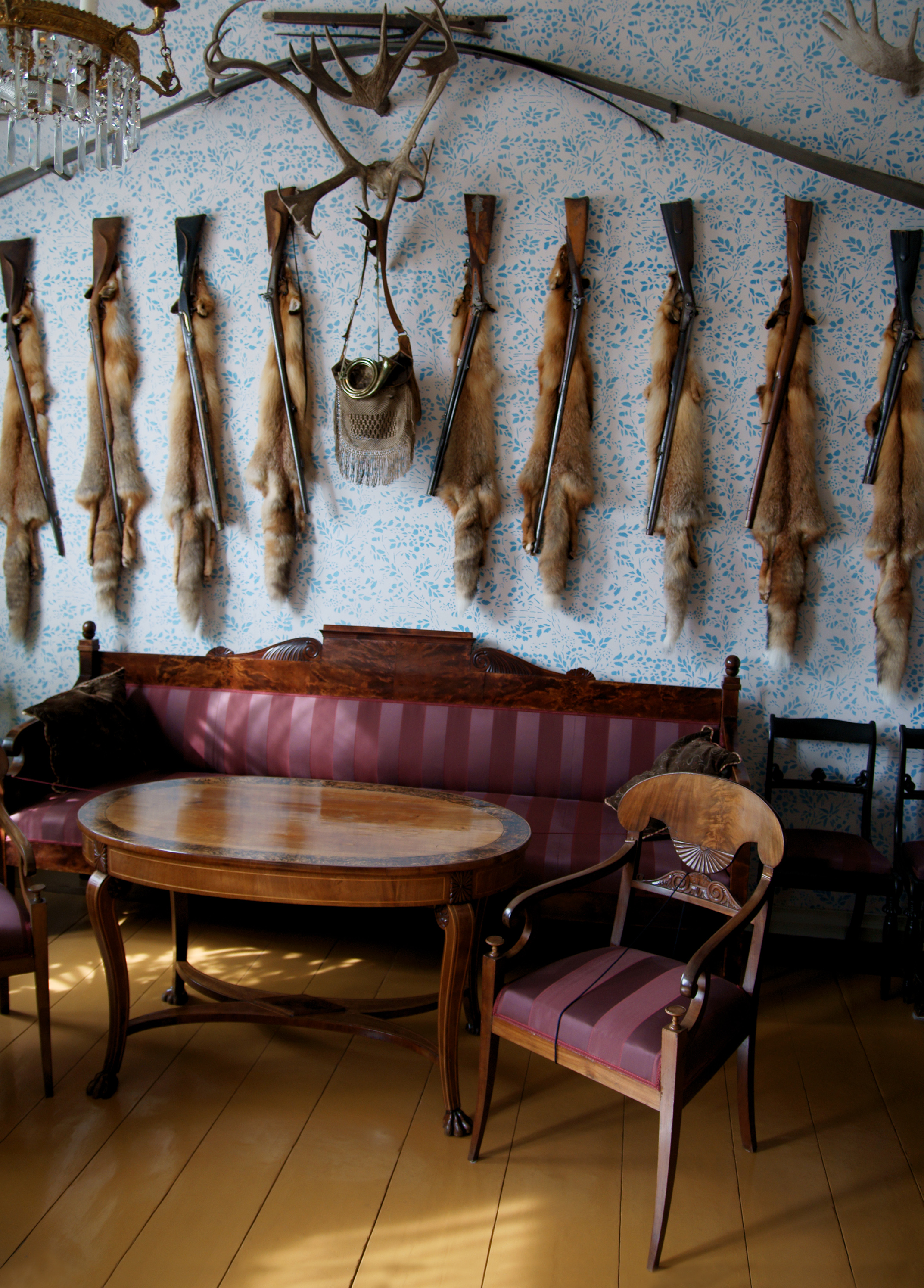
Rävskinnskammaren